# Flaschendrehen (Film)
Flaschendrehen ist eine von Sat.1 produzierte  Romantik-Komödie, die mit den Hauptdarstellerinnen Janin Reinhardt und Josephine Schmidt im September 2011 ausgestrahlt wurde.

## Handlung
Die Innenarchitektin Gretchen Fingerhut und die Möbeltischlerin Sarah Berger, seit ihrer Kindheit befreundet, gründen gemeinsam die Firma "Fingerhut & Berger" für Inneneinrichtung. Ihr erster großer Auftrag besteht darin, das traditionsreiche Hamburger Kaffeehaus "Hansen" neu zu gestalten. Während der Umsetzung des Projekts geraten die beiden Frauen in Konkurrenz zu dem Designer Clemens Vogelmann, der ebenfalls um den Auftrag buhlt.
Clemens Vogelmann nutzt seine charmante Art und beginnt, sowohl mit Gretchen als auch mit Sarah zu flirten, ohne dass die beiden voneinander wissen. Dieses doppelte Spiel führt zu Missverständnissen und belastet die Freundschaft der beiden Frauen zunehmend. Die Situation eskaliert, als Ben, ein gemeinsamer Freund aus Kindertagen, Clemens’ Täuschung aufdeckt. Infolge dieser Enthüllung drohen sowohl die Freundschaft als auch die berufliche Partnerschaft von Gretchen und Sarah zu zerbrechen.
Nach einer Phase der Entfremdung besinnen sich die beiden Frauen jedoch auf ihre langjährige Freundschaft und versöhnen sich. Gemeinsam gelingt es ihnen, sowohl ihre persönliche Beziehung als auch ihr berufliches Vorhaben zu retten. Der Film thematisiert dabei die Bedeutung von Freundschaft, Loyalität und Ehrlichkeit im Spannungsfeld von Liebe und beruflichem Ehrgeiz.

## Produktion
Flaschendrehen wurde nach dem gleichnamigen Roman von Anke Greifeneder gedreht. Die Dreharbeiten begannen am 15. März und endeten am 12. April 2011.

## Ausstrahlung
Die Erstausstrahlung fand am 6. September 2011 um 20:15 Uhr beim Privatsender Sat.1 statt. 2,09 Millionen der 14- bis 49-jährigen Zuschauer sahen die Ausstrahlung, was in der Zielgruppe einem Marktanteil von 9,1 Prozent entspricht.

## Rezeption
Die Kritiken zu Flaschendrehen fielen überwiegend gemischt bis negativ aus. Häufig wurde die Inszenierung als wenig originell beschrieben und dem Film wurde vorgeworfen, sich zu sehr auf bekannte Klischees zu stützen. So bezeichnete der Filmdienst den Film als „handelsübliche (Fernseh-)Komödie um Freundschaft, Liebe und beruflichen Erfolg, ohne dabei besondere Akzente zu setzen“. Auch auf Moviepilot wurde die Handlung als „lahm und plump inszeniert“ kritisiert, zudem seien die Figuren wenig sympathisch. Die durchschnittliche Nutzerwertung auf IMDb liegt bei 5,3 von 10 Punkten (Stand: Juli 2025).